# Флаг Сланцевского района
Флаг муниципального образования Сла́нцевский муниципальный район Ленинградской области Российской Федерации — опознавательно-правовой знак, служащий официальным символом муниципального образования.
Утверждён 8 сентября 2010 года и внесён в Государственный геральдический регистр Российской Федерации с присвоением регистрационного номера 6293.

## Описание
Прямоугольное полотнище с отношением ширины к длине — 2:3, воспроизводящее композицию герба муниципального образования в голубом, красном, белом и жёлтом цветах.
Геральдическое описание герба гласит: «В поле, покрытом лазоревой (синей, голубой) чешуёй, золотая стоящая прямо женщина в одеянии древнерусской княгини, опирающаяся согнутой в локте правой рукой на золотой длинный посох, а левой, снизу перед собой, поддерживающая его, на плече которой — сидящий золотой сокол. обращённый вправо и обернувшийся; волнистый правый серебряный боковик обременён в столб червлёными (красными) двумя цветками и между ними перистым листом, соединёнными и окружёнными червлёными выходящими сверху и снизу стеблями с листьями и соцветиями».

## Обоснование символики
Золотая древнерусская княгиня — напоминание о княгине Ольге. Ольгин Крест — место древнего погоста и крупного села, существовавшего до 1944 года. Наименование связано с преданием о пребывании здесь княгини Ольги в X веке. Здесь одно из главных мест археологических находок. Ольгин Крест (Скорятина Гора) упоминается в 947 году в «Повести временных лет».
По народному преданию, княгиня пережила здесь неприятные минуты кораблекрушения. По спасении своём она повелела поставить на ем месте крест или церковь. Опасное место с тех пор называют Ольгин Крест.
В XV веке западная часть современной территории района входила в состав владений Псковской республики, а восточная относилась к Шелонской пятине Новгородской республики, до тех пор, пока в конце XV—начале XVI века Псков и Новгород не были подчинены власти московских государей. 
До подписания Екатериной II «Учреждения о губерниях» в 1775 году территория современного Сланцевского района делилась на две части — Кушелская губа (ранее относящаяся к владениям Пскова) и Сумерская волость (территория её в XV веке считалась владением Великого Новгорода) с центром в деревне Пенино (современное — Старопольское сельское поселение).
Лазоревая геральдическая чешуя, покрывающая полотнище флага — символ кольчуги — напоминание об отваге русских воинов, не раз проливавших кровь за Отечество на землях современного Сланцевского района. Деревня Кушела (Ивановский ручей) — церковь Рождества Иоанна Предтечи — здесь находился центр бывшей Кушелской губы Псковской земли, место битвы и победы над немцами в 1341 году, упоминаемое в Псковской летописи (территория современного Выскатского сельского поселения). В XV—XVI веках территория края была в эпицентре войн с Ливонией, когда Россия боролась за выход к Балтийскому морю. В XVII веке в период Смутного времени край испытал многие нашествия и разорения — здесь разбойничали шведские и польско-литовские захватчики. Поле, покрытое кольчугой — это и символическое напоминание о так называемой «Шереметьевской дороге» (1700 год) — походе на Нарву войск Петра I.
Голубой цвет полотнища символизирует многочисленные озёра (в том числе одно из крупнейших в Ленинградской области — озеро Самро), реки, ручьи. Об этом же напоминает белый волнистый боковик. Главная водная артерия — река Плюсса, впадающая в Нарвское водохранилище, это вторая по длине река Ленинградской области, судоходная на 30 процентов своей протяжённости. Из озёр наиболее примечательны озеро Самро, вода которого содержит йодистые соединения и озеро Долгое, наиболее глубокое и чистое. Река Нарва соединяет два крупных водоёма — Нарвское водохранилище и Чудское озеро.
Красные цветы на волнистом побеге олицетворяют красоту районной природы.
Красный цвет символизирует право, мужество, самоотверженность любовь, храбрость, неустрашимость. Символ труда, жизнеутверждающей силы, праздника, красоты, солнца и тепла. В древнерусской традиции — красный — «красивый».
Жёлтый цвет (золото) символизирует божественное сияние, благодать, прочность, величие, солнечный свет, могущество, силу, постоянство, знатность, справедливость, верность.
Белый цвет (серебро) символизирует чистоту помыслов, искренность, правдивость, невинность, благородство, откровенность, непорочность, надежду.

## См. также

Флаги муниципальных образований Сланцевского района
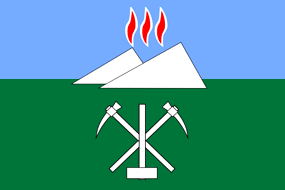
Сланцевское городское поселение
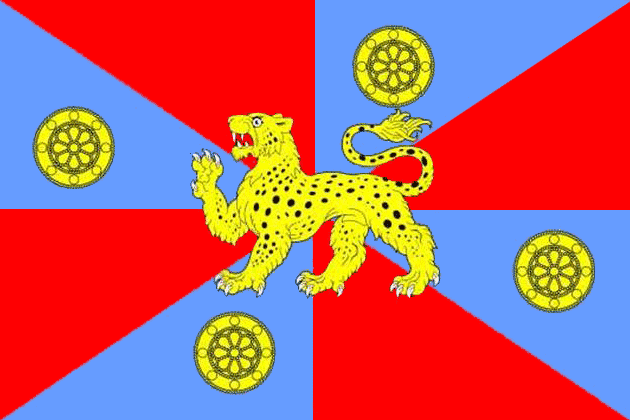
Выскатское сельское поселение
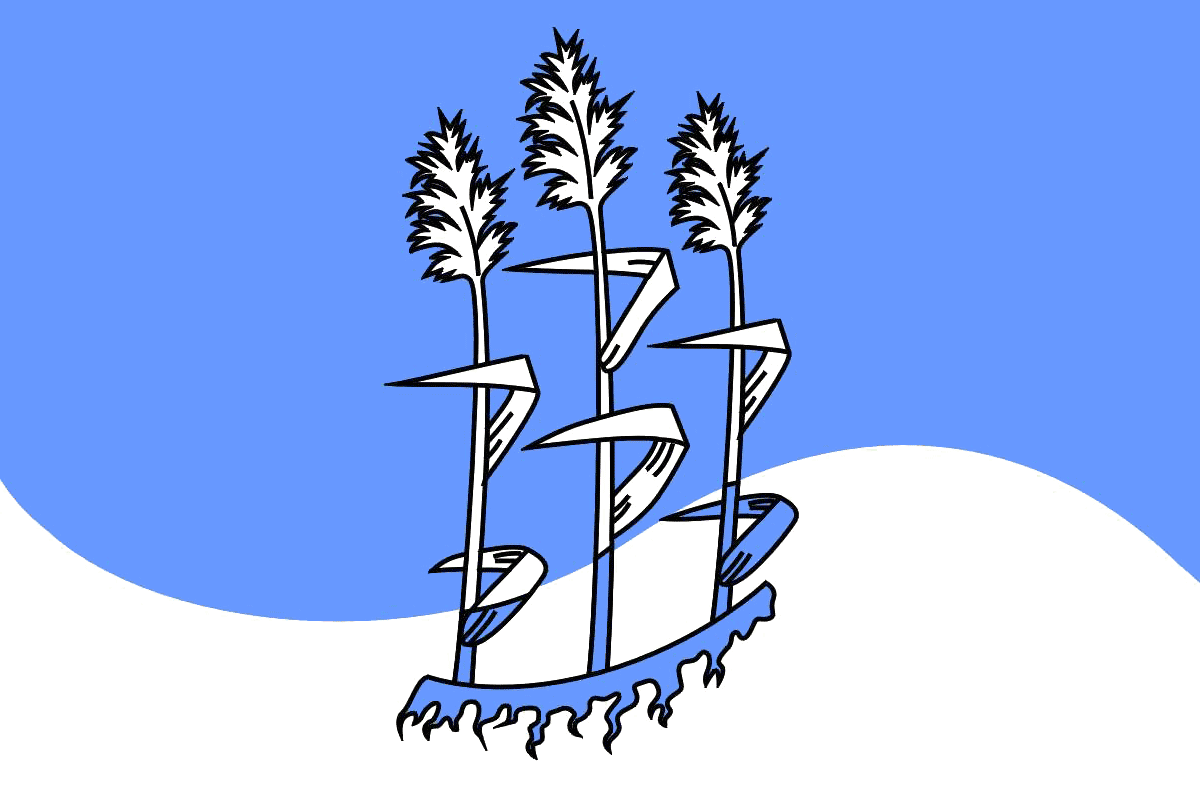
Гостицкое сельское поселение
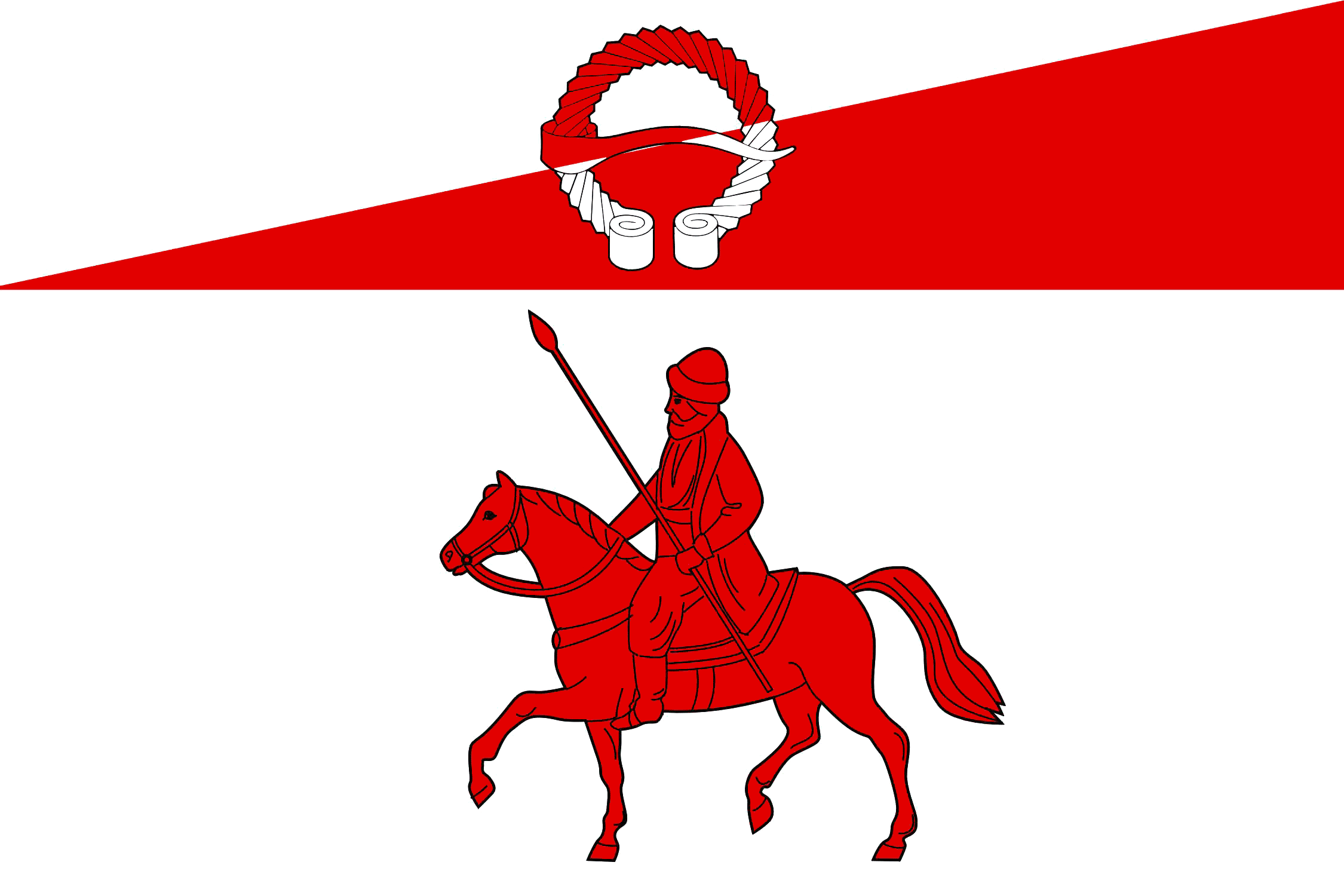
Старопольское сельское поселение
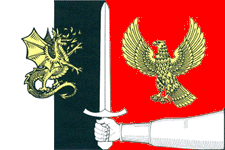
Черновское сельское поселение